# لويس سميث (لاعب كريكت)
لويس سميث (12 يوليو 1913 - 10 سبتمبر 1978)  (بالإنجليزية: Lewis Smith)‏ هو لاعب كريكت بريطاني (وحمل سابقاً جنسية المملكة المتحدة لبريطانيا العظمى وأيرلندا).